# إستي شاني
إستي شاني (بالإنجليزية: Esty Chaney) هو لاعب كرة قاعدة أمريكي، ولد في 29 يناير 1891 في Hadley, Pennsylvania ‏ في الولايات المتحدة، وتوفي في 5 فبراير 1952 في كليفلاند في الولايات المتحدة.

## وصلات خارجية
- إستي شاني على موقعبيزبول رفرنس.كوم (الدوري الرئيسي) (الإنجليزية)
- إستي شاني على موقع جمعية أبحاث البيسبول الأمريكية (الإنجليزية)